# Муррей, Юхан Андреас
Юхан Андреас Муррей (швед. Johan Andreas Murray, 27 января 1740 — 22 мая 1791) — шведский и немецкий ботаник, медик, профессор ботаники и медицины, ученик Карла Линнея.

## Биография
Юхан Андреас Муррей родился в Стокгольме 27 января 1740 года.
С 1756 по 1759 год он учился в Уппсальском университете. Его учителем был выдающийся шведский учёный Карл Линней.
После окончания университета Муррей долгие годы был профессором Гёттингенского университета. Как ботаник Муррей специализировался на папоротниковидных, водорослях и семенных растениях.
В 1772 году Муррей во время своего приезда в Уппсалу посетил Линнея. Как он писал позже, в своём учителе он нашёл «ту же сердечность, ту же живость духа, такое же стремление собирать редкости по натуральной истории», которым он удивлялся ещё во время своей учёбы в Уппсальском университете. Линней передал ему экземпляр последнего издания «Системы природы» с многочисленными вставками, содержащими изменения и дополнения, согласившись, чтобы Муррей подготовил его к печати. В 1774 году под редакцией Муррея было осуществлено новое издание ботанической части «Системы природы», оно вышло под названием Systema Vegetabilium (при этом указанный номер издания — тринадцатый — стал продолжением нумерации изданий «Системы природы», последнее, по состоянию на указанный год, издание которой, двенадцатое, вышло в 1766—1768 году). Муррей вёл переписку с Карлом Линнеем до 1776 года. Systema Vegetabilium неоднократно переиздавалось и после смерти Линнея: 14-е издание вышло в мае-июне 1784 года; оно включало описания новых таксонов, сделанные Мурреем, а также описания новых японских видов растений, сделанные ещё одним учеником Линнея, шведским ботаником Карлом Петером Тунбергом (1743—1828).
Юхан Андреас Муррей умер в Гёттингене 22 мая 1791 года.

## Научные работы
- Johan Andreas Murray: Prodromus designationis stirpium gottingensium. 1770.
- Johan Andreas Murray: Commentatio de Arbuto uva ursi …. 1764.
- Commentatio de Arbuto Uva Ursi: exhibens Descriptionem eius botanicam, Analysin chemicam, eiusque in Medicina et Oeconomia varium Usum. — Gottingae: Pockwitz & Barmeier, 1765[6].
- Johan Andreas Murray: Opuscula. 1785—1786.
- Johan Andreas Murray: Apparatus medicaminum. 1776—1792 (2. Aufl. (Bd. 1—2) 1793—1794).

## Почести
Карл Линней в честь своего ученика назвал род растений Murraya из семейства Рутовые. В литературе на русском языке для этого рода обычно используется название Муррайя, хотя встречается и более правильное с точки зрения этимологии название Муррея.